# Казаді Мвамба
Казаді Мвамба (фр. Kazadi Mwamba, 6 березня 1947, Лубумбаші — 1996) — футболіст ДР Конго, що грав на позиції воротаря за «ТП Мазембе», у складі якого — дворазовий переможець Ліги чемпіонів КАФ, а також за національну збірну ДР Конго/Заїру, з якою двічі вигравав Кубок африканських націй.

## Клубна кар'єра
У дорослому футболі дебютував 1967 року виступами за команду «ТП Мазембе», де швидко став основним голкіпером. Кольори цієї команди захищав протягом усієї своєї кар'єри гравця, що тривала дев'ятнадцять років. Тричі вигравав у її складі першість країни, двічі, у 1967 і 1968 роках, ставав переможцем Ліги чемпіонів КАФ.

## Виступи за збірні
1968 року дебютував в офіційних матчах у складі національної збірної Демократичної Республіки Конго. Того ж року поїхав з нею до Ефіопії, де допоміг команді здобути перший у її історії титул володаря Кубка африканських націй 1968. Особистий внесок молодого воротаря у здобуття трофею було відзначено визнанням його найкращим гравцем турніру.
Захищав кольори збірної, яка із 1971 року представляла Заїр, до 1974 року. Був учасником ще двох Кубків африканських націй, 1972 року в Камеруні та 1974 року в Єгипті. На другому з них здобув свій другий титул чемпіона Африки.
Того ж 1974 року був учасником першої в історії для збірної ДР Конго/Заїру світової першості — чемпіонату світу 1974 у ФРН. На турнірі був основним голкіперому команди. У його першому матчі пропустив лише два голи від збірної Шотландії, проте у другому матчі футболісти збірної СФРЮ вже за перші 20 хвилин тричі вразили його ворота, після чого тренерський штаб заїрців вирішив випустити запасного воротаря Тубіланду Ндімбі. До завершення гри голкіпер-резервіст пропустив ще шість м'ячів, тож в останньому матчі ворота африканської команди знову захищав Казаді, дозволивши діючим чемпіонам світу бразильцям лише тричі вразити його ворота.

## Титули і досягнення
- Чемпіон ДР Конго (3):

«ТП Мазембе»: 1967, 1969, 1976
- Переможець Ліги чемпіонів КАФ (2):

«ТП Мазембе»: 1967, 1968
- Володар Кубка африканських націй (2):

1968, 1974